# Halecia decemimpressa
Halecia decemimpressa es una especie de escarabajo del género Halecia, familia Buprestidae. Fue descrita científicamente por Chevrolat en 1838.